# Loris Campana
Loris Campana (Marcaria, Província de Màntua, 3 d'agost de 1926 - Màntua, 3 de setembre de 2015) va ser un ciclista italià que va córrer durant els anys 50 del segle xx.
El 1952 va prendre part en els Jocs Olímpics de Hèlsinki, en què va guanyar la medalla d'or en la prova de persecució per equips, formant equip amb Marino Morettini, Mino de Rossi i Guido Messina.

## Palmarès
- 1952
  -  Medalla d'or als Jocs Olímpics de Hèlsinki en persecució per equips
- 1955
  -  Campió d'Itàlia de persecució individual